# 스바딜파리

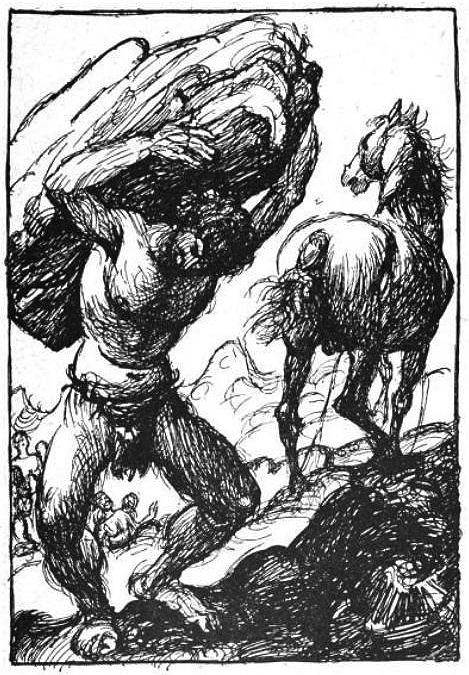

스바딜파리(고대 노르드어: Svaðilfari→불운한 여행자)는 북유럽 신화에 등장하는 종마이다. 암말로 변신한 로키와의 사이에서 슬레이프니르를 낳았다.